# Công viên địa chất Non nước Cao Bằng
Công viên địa chất Non nước Cao Bằng là một công viên địa chất quốc gia có diện tích hơn 3390 km² nằm tại vùng đất địa đầu của Việt Nam thuộc tỉnh Cao Bằng, bao gồm các huyện Hà Quảng, Trùng Khánh, Hạ Lang, Quảng Hòa và một phần diện tích của các huyện Hòa An, Nguyên Bình và Thạch An. Công viên địa chất là nơi mang giá trị lịch sử 500 triệu năm của Trái Đất qua các dấu tích còn lại ở đây. Các hóa thạch, trầm tích biển, đá núi lửa, khoáng sản, đặc biệt là các cảnh quan đá vôi, là những minh chứng tuyệt vời cho sự tiến hóa và thay đổi của Trái Đất. Ngày 12 tháng 4 năm 2018, công viên chính thức được UNESCO công nhận là công viên địa chất toàn cầu, trở thành công viên địa chất toàn cầu thứ hai tại Việt Nam sau Công viên địa chất Cao nguyên đá Đồng Văn tại Hà Giang.

## Hình thành
Từ năm 2015, Ủy ban Quốc gia UNESCO thuộc Bộ Ngoại giao đã giới thiệu với tỉnh Cao Bằng mô hình phát triển bền vững của Công viên địa chất toàn cầu UNESCO. Lãnh đạo tỉnh, các ban ngành liên quan và cộng đồng địa phương đã cùng Ban thư ký của Ủy ban Quốc gia UNESCO và Tiểu ban Kỹ thuật về Công viên địa chất toàn cầu của Viện Khoa học Địa chất và Khoáng sản (VIGRM) đã triển khai trên thực tế các bước xây dựng Công viên địa chất quốc gia Non Nước Cao Bằng, mời các chuyên gia trong nước và quốc tế xây dựng hồ sơ và kết nối với Mạng lưới Công viên Địa chất Toàn cầu của UNESCO (GGN) để nhanh chóng hoàn chỉnh hồ sơ đệ trình UNESCO vào tháng 11 năm 2016. Trong năm 2017, Ủy ban Quốc gia UNESCO đã phối hợp cùng chính quyền tỉnh Cao Bằng và nhân dân địa phương tiến hành các bước bảo vệ thành công hồ sơ trước các cơ quan uy tín quốc tế, bao gồm nhóm Thẩm định Công viên địa chất toàn cầu và Hội đồng Công viên địa chất toàn cầu của UNESCO.

## Mô tả
Công viên địa chất Non Nước Cao Bằng có diện tích hơn 3390 km² nằm trên địa bàn 9 huyện tại tỉnh Cao Bằng là nơi sinh sống của hơn 250.000 người thuộc 9 dân tộc của Việt Nam như Tày, Nùng, H’Mông, Kinh, Dao, Sán Chỉ..
Đến nay, các nhà khoa học đã phát hiện, đánh giá và đề xuất xếp hạng trên 130 điểm di sản địa chất độc đáo, với các dạng địa hình, cảnh quan đá vôi phong phú, đa dạng, như các tháp đá, nón, thung lũng, hang động, hệ thống sông hồ, hang ngầm đã phản ánh một chu kỳ tiến hóa karst hoàn chỉnh ở vùng nhiệt đới phía Bắc Việt Nam. Thêm vào đó là rất nhiều kiểu loại di sản địa chất khác như các hóa thạch cổ sinh, ranh giới giữa các phân vị địa chất, đứt gãy, các loại hình khoáng sản hình thành trong khu vực, tất cả cùng minh chứng cho lịch sử phát triển địa chất phức tạp, kéo dài đến hơn 500 triệu năm ở vùng đất này.
Trong khu vực của Công viên địa chất còn là nơi có chứa nhiều danh lam thắng cảnh nổi tiếng có thể kể đến như Thác Bản Giốc, Quần thể hồ Thang Hen, khu du lịch sinh thái Phia Oắc, Phia Đén. Ngoài ra, đây cũng là vùng đất có bề dày văn hóa, lịch sử với hơn 215 di tích văn hóa, lịch sử được xếp hạng, trong đó có 3 Di tích quốc gia đặc biệt là Rừng Trần Hưng Đạo, Khu di tích Pác Bó và Di tích lịch sử Địa điểm Chiến thắng Biên giới năm 1950. Đây được coi là một trong những khu vực ở Việt Nam được người tiền sử chiếm cư từ rất sớm, cố đô của một số triều đại phong kiến, và đặc biệt, là cái nôi của cách mạng Việt Nam thời kỳ kháng chiến chống thực dân Pháp.